# Carige absorpta
Carige absorpta là một loài bướm đêm trong họ Geometridae.